# Света Анна (Света гора)
„Света Анна“ (на гръцки: Σκήτη Αγίας Άννας) известен и като „Свети Йоан Предтеча“ е най-големият и най-старият православен идиоритмичен скит в Света гора, подчинен на манастира Великата Лавра. Намира се в югозападната част на Атон, в труднодостъпна местност, южно от манастира Свети Павел, където по стръмен горист склон до самото море върху тераси са изградени многобройни килии и каливи, пръснати сред маслинени, лимонови и портокалови дървета. Скитът се почита като първостепенен на Атон в аскетично отношение. Посветен е на Света Анна и е под юрисдикцията на Константинополската патриаршия.

## История
Монашеският живот в района започва още през XII-XIII век. Още по-рано в тази местност, се намирал манастир наречен Вулевтирия, основан около 1007 г., впоследствие разрушен от арабите. Според преданията, скитът е основан през XIV век от преподобния Геронтий, последния игумен на Вулевтирия . Най-старите данни за скита се отнасят към 70-те години на XIV в. В один от ръкописите, съхранявани в манастира Великата Лавра се споменава, че „през 1575 г. е пристигнал отец кир Теодосий, сърбин, и му е дадена килия в Света Анна“. .
До XVII век скитът се нарича „Вулевтир“, като впоследствие приема името „Света Анна“ от едноименната църква, построена за съхранение нетленните мощи на Света Анна, подарени на скита на 25 октомври 1666 г. от Матей, духовник на влашкия владетел Шербан Кантакузино (1678 – 1688) и ктитора Георгий от Провата. През 1680 г. е построен кириакон (църква на скита) посветен на Света Анна, със средства на константинополския патриарх Дионисий III, който по това време се е оттеглил в манастира Великата лавра. През 1689 г. константинополският патриарх Дионисий IV утвърждава устава на скита.
Църквата „Света Анна“ се намира на 300 м надм.височина, а най-висока разположената калива е на 450 м надм. височина. През 1728 г. са построени нартекс и трапезария. През 1752 г. църквата е преустройвана, а през 1757 г. е зографисана от епирските художници Константин и Атанасий. През 1784 г.е построена и камбанария. Църквата отново е обновена през 1804 г. В библиотеката на скита се съхраняват 200 ръкописи, 3 пергаментни свитъка, 700 старопечатни книги и много икони.
През 1843 г. няколко монаси предприемат опит да се отделят от Великата Лавра, доказвайки, че скитът се наричал Синайски. Противоречията са изгладени с намесата на константинополския патриарх Антима VI, както е видно от негово послание от октомври 1847 г., въпреки че разногласията между скита и манастира продължават до началото на ХХ век. . В началото на XX век в скита живеят 300 монаси.
На разстояние половин час пешком от скита, монасите основават по-малък скит известен като „Мала Света Анна“ с килии с плоски покриви.
Към „Света Анна“ принадлежат каливата Картсон с храма „Свети Георги“, построен от известния атонски строител Павел Милон, и каливата „Свети Елевферий“, в която през XIV век се подвизават преподобните Нифон Атонски и Геронтий, в близост до която има аязмо със света вода.
В началото на ХХ век скитът има 52 каливи и 300 монаси, а при преброяването от 2001 г. в него живеят 94 монаси. В наши дни скитът „Света Анна“ се състои от 51 каливи, 35 от които се обитават от около 85 – 90 монаси, които се занимават с риболов, градинарство, агиография, дърворезба, строителство и производство на тамян. Скитът е известен със строгия си устов (монасите будуват в нощта преди причастие, не излизат от скита по време на Велик пост, йеромонасите не служат извън Атон), както и с цял ред новомъченици, пострадали за христовата вяра по време на османското владичество.